# Jerrel Jernigan
Jerrel Jernigan (Eufaula, 14 giugno 1989) è un giocatore di football americano, di nazionalità statunitense, che gioca nel ruolo di wide receiver per i New York Giants della National Football League (NFL). Fu scelto nel corso del terzo giro (83º assoluto) del Draft NFL 2011 dai giants. Al college ha giocato a football alla Troy University.

## Carriera professionistica

### New York Giants
Considerato uno dei migliori prospetti tra i wide receiver disponibili nel draft 2011, tanto da essere paragonato per stile di gioco a DeSean Jackson e Steve Smith, Jernigan fu scelto come 83º assoluto dai New York Giants.
Nella sua stagione da rookie, Jerrel scese in campo otto volte, nessuna delle quali da titolare, senza far registrare alcuna ricezione. I Giants conclusero la stagione con un record di 9-7, qualificandosi per un soffio ai playoff grazie alla vittoria decisiva sui Cowboys. Nella post-season, essi eliminarono nell'ordine gli Atlanta Falcons, i favoritissimi e campioni in carica Green Bay Packers e nella finale della NFC i San Francisco 49ers. Il 5 febbraio 2012, nel Super Bowl XLVI, vinto contro i New England Patriots 21-17, Jernigan si laureò campione NFL.

## Palmarès
- Super Bowl : 1

New York Giants: Super Bowl XLVI
- National Football Conference Championship: 1

New York Giants: 2011

## Statistiche
| Yard su ricezione      | 351 |
| Touchdown su ricezione | 2   |

Statistiche aggiornate alla stagione 2013